# Robbie Kay
Robert Andrew Kay, detto Robbie (Lymington, 13 settembre 1995), è un attore britannico.

## Biografia
Kay è nato a Lymington, Hampshire, in Inghilterra e si è trasferito a Bruxelles, in Belgio in giovane età. Sua madre, Stephanie è di Newcastle, mentre il padre Ivan è di Peterborough. Nel 2006 Kay e la sua famiglia si trasferirono a Praga, nella Repubblica Ceca, dove ha frequentato la Scuola Internazionale di Praga. Ha due sorelle: Fiona, la maggiore, e Camilla.
Dopo essersi trasferito in Repubblica Ceca, nonostante la mancanza di precedenti esperienze di recitazione, Robbie Kay ha ottenuto una parte in "The Illusionist", ma le sue scene sono state poi tagliate dal film. Dopo piccoli ruoli in "Hannibal Lecter - Le origini del male" e "My Boy Jack", una società di produzione canadese gli chiese di interpretare la parte del giovane Jakob in "Fugitive Pieces" che lo coinvolse per circa 9 riprese, alcune furono girate sulle isole greche. Per il casting di "Fugitive Pieces" furono esaminati più di 150 ragazzi prima di trovare Robbie Kay.
Ha poi trascorso un anno a studiare a recitare, cantare e ballare in una delle scuole di teatro della Gran Bretagna. Nel 2008 ha recitato nella miniserie Pinocchio prodotta da Rai Fiction, Lux Vide e la casa di produzione inglese Power. Dopo aver terminato Pinocchio ha continuato la sua carriera, interpretando Sam in Ways to Live Forever. Nel 2011 è apparso in Pirati dei Caraibi - Oltre i confini del mare in cui interpretava la parte del mozzo. Successivamente ha interpretato Peter Pan in C'era una volta.

## Filmografia

### Cinema
- Hannibal Lecter - Le origini del male (Hannibal Rising), regia di Peter Webber (2007)
- Fugitive Pieces, regia di Jeremy Podeswa (2007)
- Bathory, regia di Juraj Jakubisko (2008)
- We Want Sex (Made in Dagenham), regia di Nigel Cole (2010)
- Ways to Live Forever, regia di Gustavo Ron (2010)
- Pirati dei Caraibi - Oltre i confini del mare (Pirates of the Caribbean: On Stranger Tides), regia di Rob Marshall (2011)
- Flight World War II, regia di Emile Edwin Smith (2015)
- No Postage Necessary, regia di Jeremy Culver (2017)
- Pirati dei Caraibi - La vendetta di Salazar, regia di Joachim Rønning ed Espen Sandberg (2017)
- Locating Silver Lake, regia di Eric Bilitch (2017)

### Televisione
- My Boy Jack, regia di Brian Kirk – film TV (2007)
- Pinocchio, regia di Alberto Sironi – miniserie TV (2009)
- Heroes Reborn – miniserie TV, 13 episodi (2015)
- American Sace  corto TV
- C'era una volta (Once Upon a Time) – serie TV, 16 episodi (2013-2018)
- Grey's Anatomy, serie TV, episodio 13x14 (2016)
- Sleepy Hollow – serie TV, episodi 4x08, 4x10 (2017)
- The Rookie, serie TV, episodio 1x18 (2018)
- 9-1-1, serie TV, episodio 08x06 (2022)

## Doppiatori italiani
- Andrea Rotolo in The Rookie
- Tommaso Zalone in Heroes Reborn
- Riccardo Suarez in Grey's Anatomy
- Leonardo Caneva in Pinocchio
- Ruggero Valli in C'era una volta
- Alessandro Valeri in 9-1-1

## Premi
Young Artist Award 2009
- Best Performance in an International Feature Film – Per "Fugitive Pieces" — Nominato
- Best Performance in a TV Movie, Miniseries or Special – Per "Pinocchio" — Nominato